# Zemětřesení ve Slezsku (2017)
Zemětřesení ve Slezsku v roce 2017 proběhlo 10. prosince 2017 kolem 4. hodiny ranní. Epicentrum otřesu se nacházelo poblíž Hlučína a jeho hypocentrum asi v dvanáctikilometrové hloubce, síla zemětřesení dosáhla dle Geofyzikálního ústavu Akademie věd ČR 3,5 stupně Richterovy škály, dle Evropsko-středozemního seismologického centra dosáhlo síly 3,4 magnituda. Důvodem zemětřesení byl tlak africké litosférické desky na eurasijskou, kdy napětí z tohoto tření se přenáší i dále po desce.
Otřesy byly lidmi zaznamenány v Hlučíně, Kravařích či Markvartovicích, ale seismografy ho naměřily na celém území Česka. Seismologové sdělili, že se opravdu jednalo o zemětřesení a ne o důlní otřes. Poslední známé zemětřesení v této oblasti proběhlo v roce 1935, kdy dosáhlo stupně 4. Zemětřesení nezpůsobilo žádná zranění ani škody, ale zaregistrovalo ho a informovalo o něm několik stovek lidí.